# Riojasauridae
Riojasauridae é uma família de saurópode- como os dinossauros do Triássico Superior. É conhecida primariamente a partir dos gêneros Riojasaurus e Eucnemesaurus. Sítios contendo o Riojasauridae incluem a Formação Lower Elliot do Estado Livre de Orange, África do Sul (onde fósseis do Eucnemesaurus foram encontrados) e Ischigualasto, na província de La Rioja, Argentina (onde fósseis do Riojasaurus foram recuperados).